# Hyvinkää Falcons 2022
Questa voce raccoglie le informazioni riguardanti gli Hyvinkää Falcons nelle competizioni ufficiali della stagione 2022.

## II-divisioona 2022

### Stagione regolare
| Myllypuro 6 giugno 2022, ore 18:00 1ª giornata | East City Giants | 49 – 0 | Hyvinkää Falcons |  |

| 12 giugno 2022, ore 12:00 2ª giornata | Hämeenlinna Tigers | 42 – 0 | Hyvinkää Falcons |  |

| Hyvinkää 19 giugno 2022, ore 12:00 3ª giornata | Hyvinkää Falcons | 7 – 44 | Kuusankoski Cowboys | Urheilupuisto |

| Lappeenranta 9 luglio 2022, ore 16:00 4ª giornata | Lappeenranta Razorbacks | 6 – 8 | Hyvinkää Falcons | Lauritsalan kenttä |

| Hyvinkää 16 luglio 2022, ore 12:00 5ª giornata | Hyvinkää Falcons | 14 – 42 | Turku Trojans | Urheilupuisto |

| Hyvinkää 30 luglio 2022, ore 12:00 7ª giornata | Hyvinkää Falcons | 16 – 44 | Helsinki Wolverines Blue | Urheilupuisto |

## Statistiche di squadra
| Competizione      | %Vittorie | In casa | In casa | In casa | In casa | In casa | In casa | In trasferta | In trasferta | In trasferta | In trasferta | In trasferta | In trasferta | Totale | Totale | Totale | Totale | Totale | Totale |
| Competizione      | %Vittorie | G       | V       | N       | P       | Pf      | Ps      | G            | V            | N            | P            | Pf           | Ps           | G      | V      | N      | P      | Pf     | Ps     |
| ----------------- | --------- | ------- | ------- | ------- | ------- | ------- | ------- | ------------ | ------------ | ------------ | ------------ | ------------ | ------------ | ------ | ------ | ------ | ------ | ------ | ------ |
| Stagione regolare | .167      | 3       | 0       | 0       | 3       | 37      | 130     | 3            | 1            | 0            | 2            | 8            | 97           | 6      | 1      | 0      | 5      | 45     | 227    |
| Totale            | .167      | 3       | 0       | 0       | 3       | 37      | 130     | 3            | 1            | 0            | 2            | 8            | 97           | 6      | 1      | 0      | 5      | 45     | 227    |